# Madhav Rao II Scindia
Ali Jah Umdat al-Umara Hisam us-Sultanat Mukhtar al-Mulk Azim ul-Iqtidar Rafi-us-Shan Wala Shikoh Muhtasham-i-Dauran Maharajadhiraj Maharaja Shrimant Sir Madhav, Madhoji, Mahadji o Madho Rao Scindia (o Sindhia) Bahadur Shrinath Mansur-i-Zaman Fidvi-i-Hazrat-i-Malika-i-Mua'zzama-i-Rafi-ud-Darja-i-Inglista (Gwalior 20 d'octubre de 1876 - Paris 5 de juny de 1925) fou maharaja Scindia de Gwalior
El seu pare Jayaji Rao Scindia va morir el 20 de juny de 1886 i el va succeir el seu fill Madhav Rao Sindhia, llavors un noi de 10 anys, sota un consell de regència fins al 15 de desembre de 1894. Fou cavaller de l'orde de l'estrella de l'Índia (25 de maig de 1895) i cavaller de l'orde de la reina Victòria (31 de desembre de 1902). Es van patir grans fams al seu regne el 1896-1897 i 1899-1900 i la població va mimvar; el 1900 el maharajà va visitar Xina.
Va rebre salutació de 21 canonades a tot el territori britànic (12 de desembre de 1911), hereditària el 1917 quan també va ser nomenat cavaller de l'orde de l'Imperi (4 de desembre de 1917). Va servir amb els britànics a diversos llocs.
Es va casar el 1891 amb Shrimant Akhand Soubhagyavati Maharani Chinku Bai Raje Sahib Scindia (+ 1931) Regent de 1925 a 1931; es va casar per segon cop el 1913 amb Shrimant Akhand Soubhagyavati Maharani Gajrabai Raje Sahib Scindia (+ 1943), regent de 1931 a 1936.
Va morir a París el 5 de juny de 1925. Va deixar un fill i una fill. El fill, Jivaji Rao Scindia, el va succeir.